# إليا نيكولوف
إليا نيكولوف (بالبلغارية: Илия Николов)‏ هو لاعب كرة قدم بلغاري في مركز حراسة المرمى، ولد في 14 يوليو 1986 في بلوفديف في بلغاريا. لعب مع سبارتاك بلوفديف ونادي بوتيف بلوفديف ونادي تشيرنو مور فارنا ونادي سبارتاك فارنا ونادي ليتكس لوفتش ونادي ماريتسا بلوفديف.

## وصلات خارجية
- إليا نيكولوف على موقع قاعدة بيانات كرة القدم.إي يو (الإنجليزية)